# Menjamel de Vogelkop
El menjamel de Vogelkop (Melidectes leucostephes) és un ocell de la família dels melifàgids (Meliphagidae).

## Hàbitat i distribució
Habita boscos i zones amb herba de Nova Guinea.